# Nyctemera auricolens
Nyctemera auricolens là một loài bướm đêm thuộc phân họ Arctiinae, họ Erebidae.